# Vennes
Vennes település Franciaországban, Doubs megyében. Lakosainak száma 243 fő (2022. január 1.). Vennes Fournets-Luisans, Guyans-Vennes, Loray, Orchamps-Vennes és Plaimbois-Vennes községekkel határos.

## Népesség
A település népessége az elmúlt években az alábbi módon változott:
| Lakosok száma | 107  | 76   | 82   | 131  | 147  | 155  | 182  | 205  | 224  | 243  |
|               | 1968 | 1982 | 1990 | 2006 | 2013 | 2015 | 2017 | 2019 | 2020 | 2022 |